# Équipe de Macao de rugby à XV
L'équipe de Macao de rugby à XV rassemble les meilleurs joueurs de rugby à XV du Macao. Elle est membre de l'Asian Rugby Football Union.